# 이숙기 묘
이숙기 묘는 대한민국 경기도 용인시 처인구 남사면 아곡리에 있다. 2004년 1월 19일 용인시의 향토문화재 제56호로 지정되었다.